# Carlo Maria Giuseppe Fornari
Carlo Maria Giuseppe Fornari, né en 1674, est un prélat catholique de Corse génoise.

## Biographie
Carlo Maria Giuseppe Fornari est né en 1674.
Il est nommé évêque d'Aléria le 30 janvier 1713 et reçoit la consécration épiscopale six jours plus tard des mains de Ferdinando d'Adda, cardinal-prêtre de Sainte-Balbine.
Il est nommé évêque d'Albenga le 20 février 1715, et démissionne de cette charge le 16 novembre 1730.
Il est nommé évêque titulaire d'Attalea-en-Lydie (de), le 18 décembre 1730.